# Cà pháo
Cà pháo (danh pháp hai phần: Solanum macrocarpon, các tên đồng nghĩa: Solanum dasyphyllum, Solanum melongena L. var. depressum Bail., Solanum undatum Jacq. non Lam., Solanum integrifolium Poiret var. macrocarpum) là một loài cây lâu năm thuộc họ Cà (Solanaceae), nhưng thường được trồng lấy quả sử dụng làm rau ăn trong ẩm thực ở nhiều nước trên thế giới như là cây một năm. Về phân loại thực vật học của cây này hiện chưa có sự thống nhất cao trong các tài liệu nhưng hầu hết đều xếp nó là một biến chủng của loài cà tím (danh pháp hai phần: S. melongena), một số lại xếp nó thành một loài riêng.

## Mô tả
Cây thân thảo nhẵn nhụi, mọc thẳng hay leo, cao tới 1,5 m với thân màu tím đen, hóa gỗ ở gốc. Các lá hình mác thuôn dài, kích thước 10-30 x 4–15 cm, hoa từ trắng đến tím, quả hình cầu hơi nén xuống, kích thước 5–6 cm x 7–8 cm, màu từ trắng, vàng cam đến tím và có nhiều hạt nhỏ. Có thể sử dụng như là rau ăn quả hay ăn lá. Chu kỳ phát triển: lâu năm, vụ thu hoạch lá đầu tiên có thể sau 40-50 ngày còn quả ăn được có thể thu hoạch sau 80-100 ngày.

## Phân bố
Cà pháo được trồng khá phổ biến ở các nước Đông Nam Á, Đông Á và trong đời sống có nhiều tên gọi khác nhau: "garden egg", "aubergine", "Thai brinjal" (tiếng Anh); "melongene", "bringelle" (tiếng Pháp); "Thailändische Aubergine", "Eierfrucht" (tiếng Đức); "berengena", "berenjera" (tiếng Tây Ban Nha); "kayan" (tiếng Myanma); "ai kwa" (tiếng Trung); "abergine", "eierplant" (tiếng Hà Lan); "talong" (tiếng Philippines); "terong" (tiếng Mã Lai); "makeu-a kaou", "makeu-a-keun" (tiếng Thái)... Ngoài ra nó còn được trồng ở những vùng nhiệt đới và cận nhiệt đới của châu Phi nhưng cũng có tài liệu cho rằng đó là loài cà khác.

## Trồng trọt
Cà pháo có thể được trồng ở độ cao đến 600 m. Ở Việt Nam, nó có thể trồng làm hai vụ: vụ sớm gieo hạt vào tháng 7 - tháng 8, thu hoạch vào tháng 11 – 12; vụ chính gieo hạt vào tháng 11 - tháng 12, thu hoạch quả vào tháng 3 – tháng 5. Cách thức gieo trồng như sau: 
- Ươm hạt: đất tơi xốp, giàu mùn, giàu dinh dưỡng, có khả năng giữ ẩm và thoát nước tốt, cày bừa thật nhỏ, nhặt sạch cỏ dại, lên luống bằng phẳng rộng khoảng 1m, cao 20 –25 cm. Dùng phân chuồng hoai mục trộn đều trên mặt luống (3 – 4 kg/m²). Do hạt cà có vỏ dày và cứng, để hạt có thể nảy mầm được, trước khi gieo hạt cần ngâm trong nước (nước nóng 54 °C trong 10 phút hoặc nước thường trong 20 – 30 giờ). Lượng hạt giống gieo là 2g/m², sau khi gieo phủ một lớp rơm rạ mục hoặc rải một lớp trấu mỏng lên mặt luống. Sau khi cây mọc được 1 – 2 lá nếu quá dày, tỉa bớt những cây yếu, bị sâu bệnh, đảm bảo mỗi cây cách nhau 4 – 5 cm. Tưới nước phân chuồng nồng độ 10%, sau đó dùng nước sạch tưới rửa lại tránh cháy lá cây con. Khi cây con được 5 – 6 lá (vụ sớm: sau 20 –25 ngày; vụ chính: sau 25 – 30 ngày) thì đem trồng.
- Trồng cây: trên đất tơi xốp, có độ pH từ 6,5 – 7, giàu mùn, thuận tiện tưới và tiêu nước, cày ải, bừa kỹ, nhặt sạch cỏ dại. Trước khi bừa lượt cuối dùng vôi bột (khoảng 30 kg/sào) rắc đều trên mặt ruộng để xử lý đất. Đánh luống rộng 1,2m; cao 20 – 30 cm; rãnh rộng 25 – 30 cm. Mật độ trồng khoảng 50 x 60 cm (28.000 – 30.000 cây/ha).
- Phân bón: một sào Bắc Bộ bón khoảng 900 kg phân chuồng ủ mục; 1,5 kg đạm urê; 10 kg supe lân; 1 kg kali sunphát. Bón lót một nửa lượng phân nói trên, bổ hốc sâu 15 cm, cho phân vào hốc trộn đều với đất trước khi trồng; bón thúc từ sau khi trồng 7 – 10 ngày trở đi, sau mỗi lần thu hoạch quả lại bón một lượt phân để giữ cho cây có hoa liên tục.
- Chăm sóc: sau khi trồng cần tưới nước đủ ẩm, độ ẩm đất thích hợp nhất cho cây trong suốt thời gian sinh trưởng là 80%. Nước phân hữu cơ cần được ủ trước khi đem tưới.

Một số vùng trồng cà pháo ngon có tiếng là huyện Nghi Lộc (Nghệ An), Láng (Hà Nội), Cái Sắn (huyện Tân Hiệp, Kiên Giang), huyện Lục Yên (Yên Bái)...

## Thành phần dinh dưỡng
| Thành phần  | Quả tươi | Cà muối chua |
| ----------- | -------- | ------------ |
| Nước        | 92 g     | 77 g         |
| Protein     | 1 g      | 1,2 g        |
| Chất béo    | 0,2 g    | -            |
| Chất xơ     | 0,8 g    | 1,9 g        |
| Phosphor    | 2 mg     | -            |
| Calci       | 11 mg    | -            |
| Khoáng chất | 0,5 g    | -            |
| Acid Lactic | -        | 1,8 g        |
| Ca-lo       | 24       | 13           |

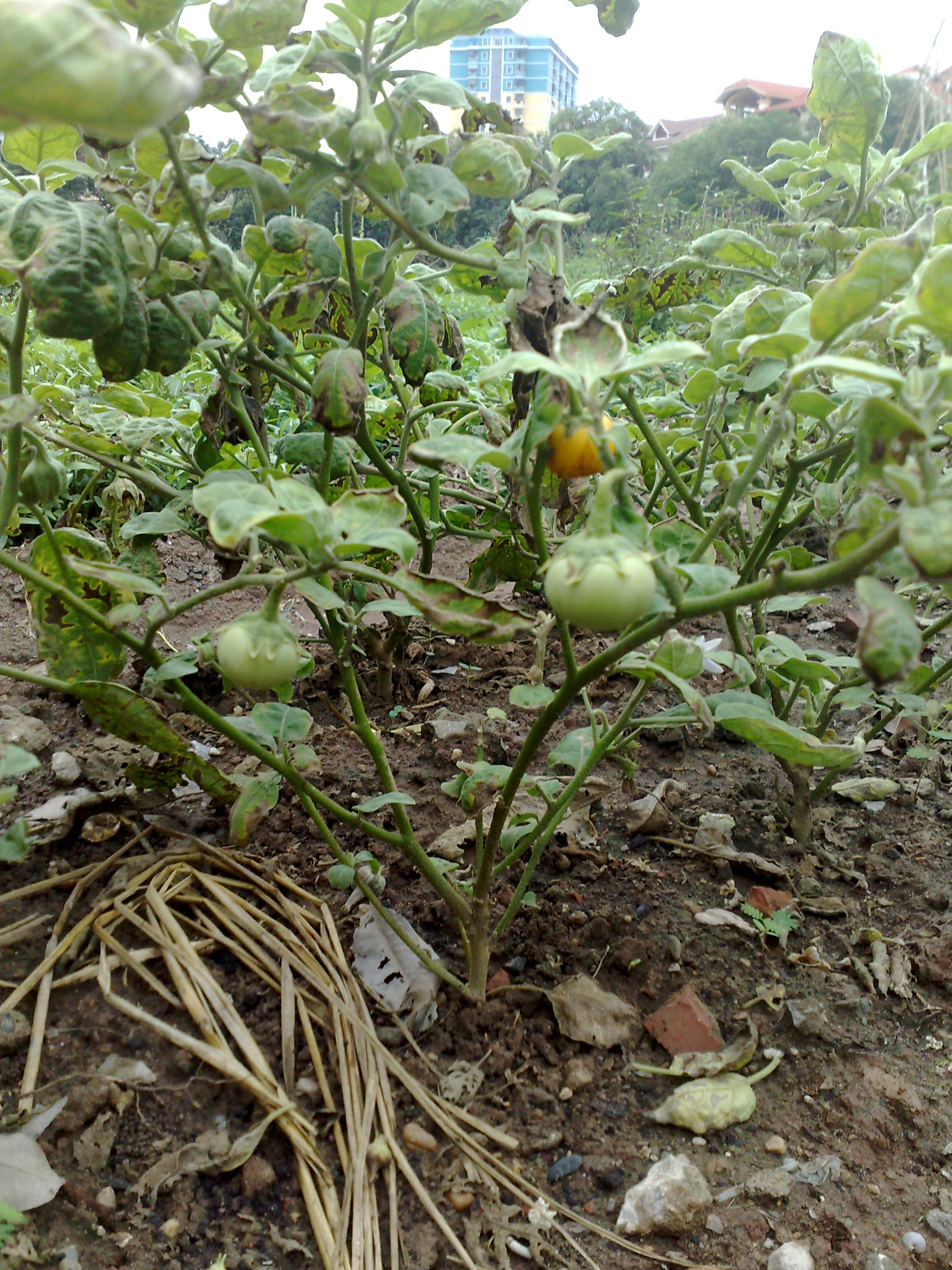
Cây cà pháo trồng tại Việt Nam

Ngoài ra cà pháo còn có lân; magiê; kali; natri, lưu huỳnh; sắt; mangan; kẽm; đồng (kim loại); Iod; caroten (tiền vitamin A); vitamin B1, B2, C, P và chất nhầy.

## Sử dụng
Quả vừa tới thường được chế biến dưới dạng nấu, như trong món cà ri. Lá non có thể ăn ở dạng tươi, luộc hay nấu.
Ở Việt Nam, hầu như chỉ có quả được sử dụng trong ẩm thực, phổ biến nhất là muối chua (muối nén hoặc muối nước), muối xổi với món "cà ngâm muối". Tuy vậy nhiều người tin rằng cà là món ăn có thể ảnh hưởng không tốt đến sức khoẻ nên thường không ăn cà khi thể trạng yếu hoặc bị bệnh. Cách thức muối cà:
- Sơ chế: sau khi thu hoạch, trải cà ra phơi ra nắng trong khoảng 3 - 4 tiếng đồng hồ (tùy mức độ nắng) cho vừa se mặt. Lột bỏ cuống bằng cách dùng dao mỏng, sắc cắt hết cuống hoặc để lại khoảng 1/2 cm rồi cạo nhẹ phần vỏ xanh của cuống. Khi cắt cuống cần lưu ý không phạm phải quả để cà khỏi bị thâm, hỏng khi muối.

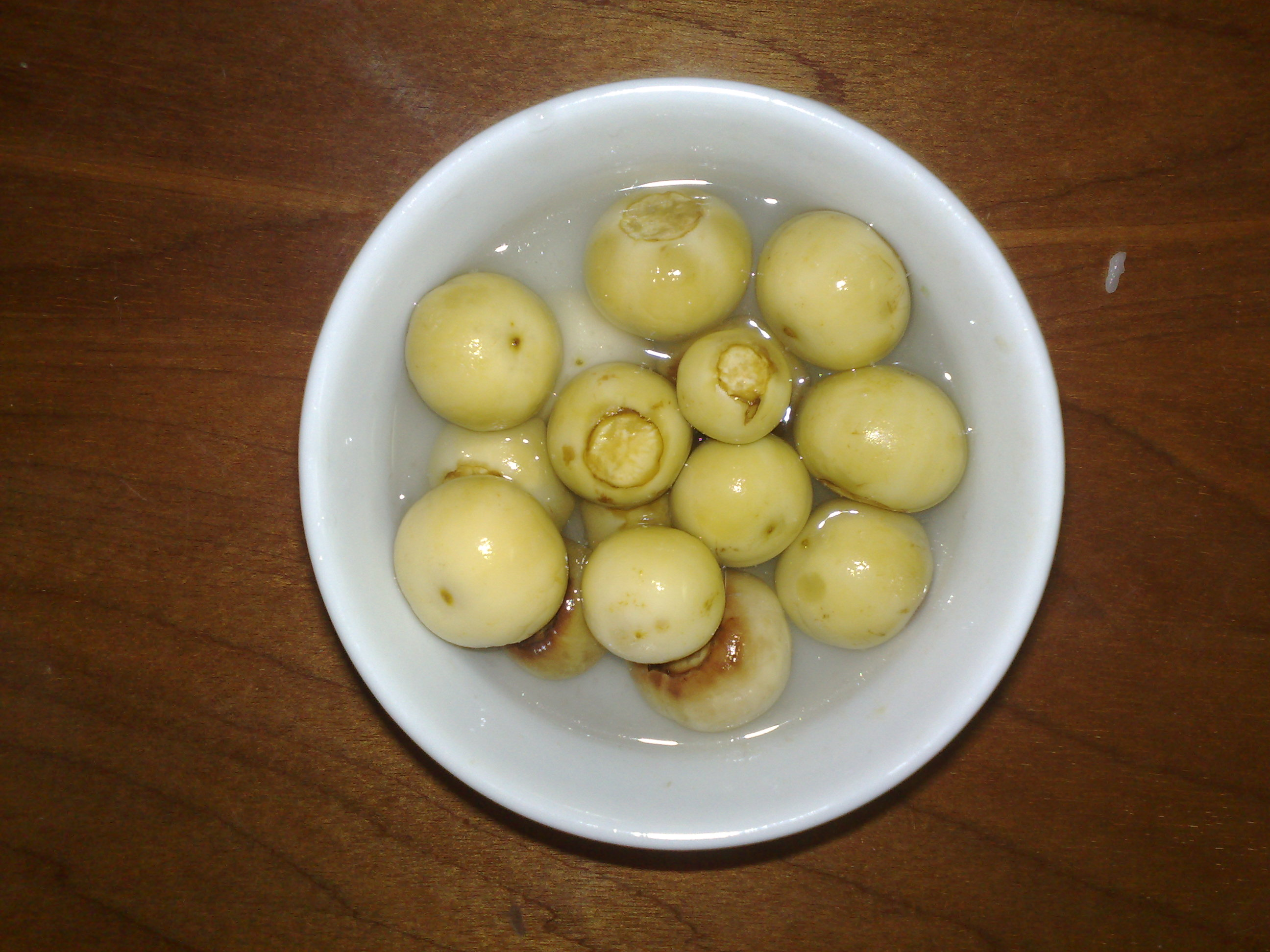
Cà pháo muối xổi.

- Muối nén: là cách muối cà truyền thống và xưa nhất ở miền Bắc. Dùng vại, lu... miệng rộng để muối, cứ một lớp cà rải một lớp muối. Dùng một tấm mê rổ dày hoặc cả một tấm gỗ mỏng đặt lên lớp cà trên cùng rồi cho vật nặng (tảng đá, cối đá nhỏ...) nén chặt cà, đậy kín nắp để trong khoảng 15 - 20 ngày là được. Cà muối theo cách này có thể dự trữ được trong thời gian dài.
- Muối nước: đun sôi để nguội nước muối (nồng độ khoảng 30 - 70 g muối trong 1 lít nước). Dùng hũ, vại...miệng rộng rồi cho cà vào, dùng vài nan tre mỏng hoặc một tấm mê rổ hoặc một phiến nặng vừa đủ đè lên mặt cà sao cho nước muối cao hơn mặt cà khoảng 5 cm. Trong quá trình muối, nếu thấy mực nước muối rút xuống thì bổ sung thêm nước muối vào để duy trì mực nước. Nếu cà nổi lên khỏi mặt nước muối cà sẽ bị thâm lại do chất tannin trong quả cà bị oxy hoá khi tiếp xúc với không khí[1], mất mỹ quan và dễ hỏng. Muối cà theo cách này có thể cho thêm tỏi lột vỏ cắt lát mỏng và gừng cạo vỏ cắt sợi (khoảng 50 g mỗi loại cho 1ckg cà). Nếu sau 3 - 4 ngày, mặt nước muối nổi lên lớp váng mỏng thì nước muối cà chưa đủ độ mặn cần thiết, khắc phục bằng cách thay nước muối khác có độ mặn cao hơn. Cà muối theo cách này trong vòng 10 ngày (tuỳ độ mặn của nước muối) là có thể vừa chua để ăn. Nếu nước quá nhiều muối, cà sẽ lâu chua; quá ít muối cà sẽ nhanh chua nhưng dễ hư hỏng. Trong quá trình bảo quản cũng cần đảm bảo cà không nổi lên mặt nước.
- Muối xổi: tương tự cách muối nước nhưng dung dịch nước muối có độ mặn thấp để cà có thể chua trong vòng 2 - 3 ngày.
- Thưởng thức: cà pháo muối chủ yếu dùng ăn trực tiếp cùng với nước chấm như nước mắm, mắm tôm, tương..., thường kết hợp với canh rau đay, mùng tơi hoặc nước rau muống luộc trong bữa ăn. Ngoài ra còn có thể chế biến thêm như dầm tương, ngâm dấm đường....

Cà cũng có thể muối cùng với rau cải dưa và ngoài các cách sử dụng phổ biến trong ẩm thực nói trên, cà pháo còn được ăn sống hoặc làm mắm cà.

 
Y học cổ truyền cũng sử dụng cây cà pháo làm dược liệu trong một số bài thuốc.

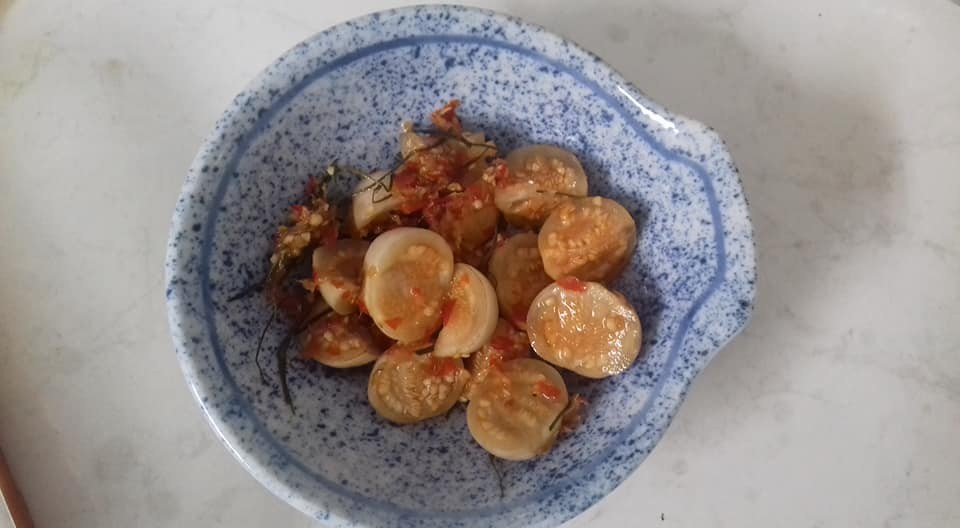
Món cà dầm tương (cà pháo dầm tương ớt)